# Hannes Neumann
Hannes Neumann (26 marzo 1939 – 7 novembre 2018) è stato un cestista e allenatore di pallacanestro tedesco.

## Carriera
Con la Germania Ovest ha partecipato a due edizioni dei campionati europei (1961, 1965).

## Palmarès

### Allenatore
- Campionato tedesco: 1

MTV Gießen: 1977-78
- Coppa di Germania: 1

MTV Gießen: 1979